# Plymouth Argyle Football Club 2018-2019
Questa pagina raccoglie i dati riguardanti il Plymouth Argyle Football Club nelle competizioni ufficiali della stagione 2018-2019.

## Rosa
| N. |                        | Ruolo | Calciatore         |
| -- | ---------------------- | ----- | ------------------ |
| 31 | Inghilterra (bandiera) | P     | Michael Cooper     |
| 21 | Galles (bandiera)      | P     | Kyle Letheren      |
| 1  | Inghilterra (bandiera) | P     | Matt Macey         |
| 14 | Irlanda (bandiera)     | D     | Niall Canavan      |
| 5  | Inghilterra (bandiera) | D     | Ryan Edwards       |
| 20 | Inghilterra (bandiera) | D     | Lloyd Jones        |
| 22 | Inghilterra (bandiera) | D     | Tafari Moore       |
| 2  | Inghilterra (bandiera) | D     | Joe Riley          |
| 3  | Inghilterra (bandiera) | D     | Gary Sawyer        |
| 23 | Inghilterra (bandiera) | D     | Ashley Smith-Brown |
| 4  | Camerun (bandiera)     | D     | Yann Songo'o       |
| 26 | Inghilterra (bandiera) | D     | Oscar Threlkeld    |
| 25 | Inghilterra (bandiera) | D     | Scott Wootton      |
| 17 | Inghilterra (bandiera) | C     | Lionel Ainsworth   |

| N. |                        | Ruolo | Calciatore      |
| -- | ---------------------- | ----- | --------------- |
| 13 | Inghilterra (bandiera) | C     | Paul Anderson   |
| 10 | Irlanda (bandiera)     | C     | Graham Carey    |
| 8  | Inghilterra (bandiera) | C     | David Fox       |
| 15 | Inghilterra (bandiera) | C     | Conor Grant     |
| 16 | Giamaica (bandiera)    | C     | Joel Grant      |
| 6  | Scozia (bandiera)      | C     | Jamie Ness      |
| 26 | Inghilterra (bandiera) | C     | Michael Peck    |
| 42 | Inghilterra (bandiera) | C     | Tom Purrington  |
| 11 | Portogallo (bandiera)  | C     | Rúben Lameiras  |
| 7  | Inghilterra (bandiera) | C     | Antoni Šarčević |
| 29 | Inghilterra (bandiera) | A     | Alex Fletcher   |
| 35 | Galles (bandiera)      | A     | Luke Jephcott   |
| 19 | Nigeria (bandiera)     | A     | Freddie Ladapo  |
| 9  | Inghilterra (bandiera) | A     | Ryan Taylor     |

## Organigramma societario
Area tecnica
- Allenatore: Kevin Nancekivell
- Allenatore in seconda:
- Preparatore dei portieri:
- Preparatori atletici:

## Risultati

### League One

#### Girone di andata
| Arbitro: | Haines |

|                    |           |             |
| Cook 45’ Leahy 64’ | Marcatori | 40’ Edwards |

| Arbitro: | Busby |

|                  |           |                      |
| Carey 20’ (rig.) | Marcatori | 38’ (rig.) Demetriou |

| Arbitro: | Drysdale |

|                     |           |  |
| Bakayoko 43’ (rig.) | Marcatori |  |

| Arbitro: | Yates |

|           |           |                |
| Ladapo 4’ | Marcatori | 84’ Bloomfield |

| Arbitro: | Hicks |

|             |           |                                                     |
| Edwards 90’ | Marcatori | 8’, 90’ Godden 11’ Dembélé 48’, 54’ (rig.) Cummings |

| Arbitro: | Nield |

|                          |           |  |
| Curtis 22’, 69’ Lowe 63’ | Marcatori |  |

| Bristol 8 settembre 2018, ore 13:30 WEST 7ª giornata | Bristol Rovers | 0 – 0 referto | Plymouth | Memorial Stadium (9 006 spett.)\| Arbitro: \| Salisbury \| |
| Arbitro:                                             | Salisbury      |               |          |                                                            |

| Arbitro: | Hair |

|  |           |            |
|  | Marcatori | 14’ Cullen |

| Arbitro: | Whitestone |

|                |           |          |
| Grant 12’, 88’ | Marcatori | 9’ Carey |

| Arbitro: | Johnson |

|                        |           |                            |
| Lameiras 40’ Carey 90’ | Marcatori | 18’, 90’ Marquis 57’ Blair |

| Arbitro: | Boyeson |

|           |           |              |
| Mowatt 8’ | Marcatori | 39’ Lameiras |

| Arbitro: | Young |

|            |           |  |
| Ladapo 75’ | Marcatori |  |

| Arbitro: | Woolmer |

|                      |           |  |
| Mackie 4’ Nelson 74’ | Marcatori |  |

| Arbitro: | Bramall |

|                |           |                              |
| Ladapo 9’, 35’ | Marcatori | 19’, 84’ McFadzean 39’ Akins |

| Arbitro: | England |

|                              |           |             |
| Ladapo 22’, 34’ Lameiras 73’ | Marcatori | 76’ O'Neill |

| Arbitro: | Oldham |

|           |           |                                               |
| Novak 49’ | Marcatori | 13’ Ladapo 45’ Canavan 57’ Grant 90’ Šarčević |

| Arbitro: | Boyeson |

|  |           |                         |
|  | Marcatori | 53’, 78’ (rig.) McGeady |

| Arbitro: | England |

|                                                 |           |           |
| Collins 12’, 45’ (rig.), 77’ Lee 23’ Justin 29’ | Marcatori | 89’ Grant |

| Arbitro: | Breakspear |

|                 |           |            |
| Ladapo 72’, 81’ | Marcatori | 84’ Madden |

| Arbitro: | Donohue |

|                              |           |  |
| Docherty 35’ Okenabirhie 68’ | Marcatori |  |

| Arbitro: | Lewis |

|                           |           |                          |
| Ladapo 12’, 74’ Grant 50’ | Marcatori | 4’, 18’ Payne 53’ Miller |

| Arbitro: | Boyeson |

|           |           |                              |
| Inman 76’ | Marcatori | 73’ Grant 80’ (aut.) Perkins |

| Arbitro: | Johnson |

|  |           |                                     |
|  | Marcatori | 61’ Finley 65’ McConville 77’ Clark |

#### Girone di ritorno
| Arbitro: | Hicks |

|                            |           |         |
| Wordsworth 32’ Pinnock 75’ | Marcatori | 23’ Fox |

| Arbitro: | Ilderton |

|           |           |              |
| Miller 4’ | Marcatori | 52’ Lameiras |

| Arbitro: | Huxtable |

|                               |           |  |
| Šarčević 9’ Lameiras 41’, 67’ | Marcatori |  |

| Arbitro: | Salisbury |

|                           |           |                                      |
| Cox 86’ (rig.) Kelman 90’ | Marcatori | 21’ Šarčević 49’ Ladapo 73’ Lameiras |

| Arbitro: | Kettle |

|                   |           |             |
| Lameiras 63’, 70’ | Marcatori | 55’ Chaplin |

| Arbitro: | Busby |

|                         |           |          |
| Edwards 54’ Canavan 65’ | Marcatori | 82’ Cook |

| Arbitro: | Oldham |

|               |           |  |
| Akinfenwa 24’ | Marcatori |  |

| Arbitro: | Wright |

|  |           |              |
|  | Marcatori | 88’ Lameiras |

| Arbitro: | Toner |

|           |           |           |
| Carey 70’ | Marcatori | 56’ Close |

| Bradford 16 febbraio 2019, ore 15:00 WET 33ª giornata | Bradford City | 0 – 0 referto | Plymouth | Valley Parade (15 855 spett.)\| Arbitro: \| Ilderton \| |
| Arbitro:                                              | Ilderton      |               |          |                                                         |

| Arbitro: | Sarginson |

|                                                           |           |          |
| Ladapo 26’, 75’ Edwards 61’ Threlkeld 85’ Smith-Brown 90’ | Marcatori | 48’ Done |

| Arbitro: | Salisbury |

|                             |           |  |
| Cattermole 32’ Honeyman 87’ | Marcatori |  |

| Plymouth 9 marzo 2019, ore 15:00 WET 36ª giornata | Plymouth | 0 – 0 referto | Luton Town | Home Park (11 081 spett.)\| Arbitro: \| Drysdale \| |
| Arbitro:                                          | Drysdale |               |            |                                                     |

| Arbitro: | Huxtable |

|                            |           |             |
| Ladapo 8’ Carey 89’ (rig.) | Marcatori | 60’ Norburn |

| Arbitro: | Busby |

|                     |           |  |
| Holt 77’ Hunter 80’ | Marcatori |  |

| Arbitro: | East |

|                               |           |                              |
| Lameiras 51’ Craig 75’ (aut.) | Marcatori | 72’ Clarke-Harris 90’ Reilly |

| Arbitro: | Stockbridge |

|                   |           |                       |
| Bola 84’ Tilt 90’ | Marcatori | 4’ Ladapo 73’ Edwards |

| Arbitro: | Breakspear |

|  |           |                               |
|  | Marcatori | 41’ Taylor 49’ (aut.) Canavan |

| Arbitro: | Yates |

|                    |           |  |
| Rowe 7’ Andrew 44’ | Marcatori |  |

| Arbitro: | Coggins |

|                                       |           |            |
| Charles-Cook 56’ Byrne 58’ Hanlan 90’ | Marcatori | 25’ Ladapo |

| Arbitro: | Johnson |

|  |           |                                  |
|  | Marcatori | 15’ Woodrow 21’ Brown 28’ Mowatt |

| Arbitro: | Hicks |

|                                                       |           |                    |
| Kee 20’ (rig.) McConville 36’, 43’, 51’ Armstrong 66’ | Marcatori | 90’ (aut.) Rodgers |

| Arbitro: | East |

|                               |           |                        |
| Jones 8’ Ladapo 35’ Carey 70’ | Marcatori | 42’ Wootton 60’ Morris |

### FA Cup
| Arbitro: | Young |

|              |           |  |
| Lameiras 90’ | Marcatori |  |

| Arbitro: | Wright |

|              |           |                         |
| Šarčević 67’ | Marcatori | 49’ Henry 53’ Brannagan |

### Coppa di Lega
| Arbitro: | Johnson |

|  |           |             |
|  | Marcatori | 27’ Songo'o |

| Arbitro: | England |

|                                             |           |                     |
| Williams 64’ (rig.) Gregory 83’ O'Brien 89’ | Marcatori | 41’ Ness 67’ Ladapo |

## Statistiche

### Statistiche di squadra
| Competizione  | Punti | In casa | In casa | In casa | In casa | In casa | In casa | In trasferta | In trasferta | In trasferta | In trasferta | In trasferta | In trasferta | Totale | Totale | Totale | Totale | Totale | Totale | DR  |
| Competizione  | Punti | G       | V       | N       | P       | Gf      | Gs      | G            | V            | N            | P            | Gf           | Gs           | G      | V      | N      | P      | Gf     | Gs     | DR  |
| ------------- | ----- | ------- | ------- | ------- | ------- | ------- | ------- | ------------ | ------------ | ------------ | ------------ | ------------ | ------------ | ------ | ------ | ------ | ------ | ------ | ------ | --- |
| League One    | 50    | 23      | 9       | 6       | 8       | 36      | 38      | 23           | 4            | 5            | 14           | 20           | 42           | 46     | 13     | 11     | 22     | 56     | 80     | -24 |
| FA Cup        | -     | 2       | 1       | 0       | 1       | 2       | 2       | 0            | 0            | 0            | 0            | 0            | 0            | 2      | 1      | 0      | 1      | 2      | 2      | 0   |
| Coppa di Lega | -     | 0       | 0       | 0       | 0       | 0       | 0       | 2            | 1            | 0            | 1            | 3            | 3            | 2      | 1      | 0      | 1      | 3      | 3      | 0   |
| Totale        | -     | 25      | 10      | 6       | 9       | 38      | 40      | 25           | 5            | 5            | 15           | 23           | 45           | 50     | 15     | 11     | 24     | 61     | 85     | -24 |

### Andamento in campionato
| Giornata  | 1  | 2  | 3  | 4  | 5  | 6  | 7  | 8  | 9  | 10 | 11 | 12 | 13 | 14 | 15 | 16 | 17 | 18 | 19 | 20 | 21 | 22 | 23 | 24 | 25 | 26 | 27 | 28 | 29 | 30 | 31 | 32 | 33 | 34 | 35 | 36 | 37 | 38 | 39 | 40 | 41 | 42 | 43 | 44 | 45 | 46 |
| --------- | -- | -- | -- | -- | -- | -- | -- | -- | -- | -- | -- | -- | -- | -- | -- | -- | -- | -- | -- | -- | -- | -- | -- | -- | -- | -- | -- | -- | -- | -- | -- | -- | -- | -- | -- | -- | -- | -- | -- | -- | -- | -- | -- | -- | -- | -- |
| Luogo     | T  | C  | T  | C  | C  | T  | T  | C  | T  | C  | T  | C  | T  | C  | C  | T  | C  | T  | C  | T  | C  | T  | C  | T  | T  | C  | T  | C  | C  | T  | T  | C  | T  | C  | T  | C  | C  | T  | C  | T  | C  | T  | T  | C  | T  | C  |
| Risultato | P  | N  | P  | N  | P  | P  | N  | P  | P  | P  | N  | V  | P  | P  | V  | V  | P  | P  | V  | P  | N  | V  | P  | P  | N  | V  | V  | V  | V  | P  | V  | N  | N  | V  | P  | N  | V  | P  | N  | N  | P  | P  | P  | P  | P  | V  |
| Posizione | 15 | 16 | 20 | 21 | 24 | 24 | 24 | 24 | 24 | 24 | 24 | 23 | 24 | 24 | 23 | 22 | 22 | 22 | 22 | 22 | 22 | 21 | 23 | 24 | 24 | 23 | 23 | 20 | 17 | 18 | 16 | 16 | 16 | 14 | 14 | 15 | 12 | 12 | 14 | 14 | 15 | 18 | 19 | 20 | 21 | 21 |

Legenda:

Luogo: C = Casa; T = Trasferta. Risultato: V = Vittoria; N = Pareggio; P = Sconfitta.

### Statistiche dei giocatori
| Giocatore      | League One | League One | League One  | League One | FA Cup   | FA Cup | FA Cup      | FA Cup     | Coppa di Lega | Coppa di Lega | Coppa di Lega | Coppa di Lega | Totale   | Totale | Totale      | Totale     |
| Giocatore      | Presenze   | Reti       | Ammonizioni | Espulsioni | Presenze | Reti   | Ammonizioni | Espulsioni | Presenze      | Reti          | Ammonizioni   | Espulsioni    | Presenze | Reti   | Ammonizioni | Espulsioni |
| -------------- | ---------- | ---------- | ----------- | ---------- | -------- | ------ | ----------- | ---------- | ------------- | ------------- | ------------- | ------------- | -------- | ------ | ----------- | ---------- |
| M. Cooper      | 1          | 0          | 0           | 0          | -        | -      | -           | -          | -             | -             | -             | -             | 1        | 0      | 0           | 0          |
| K. Letheren    | 13         | 0          | 0           | 0          | -        | -      | -           | -          | -             | -             | -             | -             | 13       | 0      | 0           | 0          |
| M. Macey       | 34         | 0          | 0           | 0          | 2        | 0      | 0           | 0          | 2             | 0             | 0             | 0             | 38       | 0      | 0           | 0          |
| N. Canavan     | 33         | 2          | 4           | 0          | 2        | 0      | 0           | 0          | 1             | 0             | 0             | 0             | 36       | 2      | 4           | 0          |
| R. Edwards     | 36         | 5          | 5           | 0          | -        | -      | -           | -          | 1             | 0             | 1             | 0             | 37       | 5      | 6           | 0          |
| L. Jones       | 9          | 1          | 0           | 0          | -        | -      | -           | -          | -             | -             | -             | -             | 9        | 1      | 0           | 0          |
| T. Moore       | 14         | 0          | 0           | 0          | 1        | 0      | 0           | 0          | 1             | 0             | 0             | 0             | 16       | 0      | 0           | 0          |
| J. Riley       | 18         | 0          | 2           | 0          | 1        | 0      | 1           | 0          | 1             | 0             | 0             | 0             | 20       | 0      | 3           | 0          |
| G. Sawyer      | 33         | 0          | 1           | 0          | -        | -      | -           | -          | 1             | 0             | 0             | 0             | 34       | 0      | 1           | 0          |
| A. Smith-Brown | 31         | 1          | 10          | 0          | 1        | 0      | 1           | 0          | 2             | 0             | 1             | 0             | 34       | 1      | 12          | 0          |
| Y. Songo'o     | 42         | 0          | 5           | 1          | 2        | 0      | 0           | 0          | 2             | 1             | 1             | 0             | 46       | 1      | 6           | 1          |
| O. Threlkeld   | 12         | 1          | 0           | 0          | -        | -      | -           | -          | -             | -             | -             | -             | 12       | 1      | 0           | 0          |
| S. Wootton     | 9          | 0          | 0           | 0          | -        | -      | -           | -          | 1             | 0             | 0             | 0             | 10       | 0      | 0           | 0          |
| L. Ainsworth   | 1          | 0          | 0           | 0          | -        | -      | -           | -          | -             | -             | -             | -             | 1        | 0      | 0           | 0          |
| P. Anderson    | 4          | 0          | 0           | 0          | -        | -      | -           | -          | -             | -             | -             | -             | 4        | 0      | 0           | 0          |
| G. Carey       | 44         | 6          | 10          | 0          | 2        | 0      | 1           | 0          | 2             | 0             | 1             | 0             | 48       | 6      | 12          | 0          |
| D. Fox         | 43         | 1          | 6           | 0          | 2        | 0      | 0           | 0          | 1             | 0             | 0             | 0             | 46       | 1      | 6           | 0          |
| C. Grant       | 10         | 0          | 0           | 0          | 1        | 0      | 0           | 0          | 2             | 0             | 0             | 0             | 13       | 0      | 0           | 0          |
| J. Grant       | 17         | 4          | 1           | 0          | 2        | 0      | 0           | 0          | 1             | 0             | 0             | 0             | 20       | 4      | 1           | 0          |
| J. Ness        | 24         | 0          | 5           | 1          | 2        | 0      | 1           | 0          | 2             | 1             | 1             | 0             | 28       | 1      | 7           | 1          |
| M. Peck        | -          | -          | -           | -          | -        | -      | -           | -          | -             | -             | -             | -             | -        | -      | -           | -          |
| T. Purrington  | -          | -          | -           | -          | -        | -      | -           | -          | -             | -             | -             | -             | -        | -      | -           | -          |
| R. Lameiras    | 41         | 11         | 0           | 0          | 2        | 1      | 0           | 0          | -             | -             | -             | -             | 43       | 12     | 0           | 0          |
| A. Šarčević    | 37         | 3          | 10          | 0          | 2        | 1      | 1           | 0          | 1             | 0             | 0             | 0             | 40       | 4      | 11          | 0          |
| A. Fletcher    | 4          | 0          | 0           | 0          | -        | -      | -           | -          | -             | -             | -             | -             | 4        | 0      | 0           | 0          |
| L. Jephcott    | 9          | 0          | 0           | 0          | -        | -      | -           | -          | -             | -             | -             | -             | 9        | 0      | 0           | 0          |
| F. Ladapo      | 45         | 18         | 1           | 0          | 2        | 0      | 0           | 0          | 2             | 1             | 1             | 0             | 49       | 19     | 2           | 0          |
| R. Taylor      | 33         | 0          | 1           | 0          | 1        | 0      | 0           | 0          | 2             | 0             | 0             | 0             | 36       | 0      | 1           | 0          |
| P. Grant       | 6          | 0          | 1           | 0          | -        | -      | -           | -          | -             | -             | -             | -             | 6        | 0      | 1           | 0          |
| S. O'Keefe     | 11         | 0          | 4           | 0          | -        | -      | -           | -          | 1             | 0             | 0             | 0             | 12       | 0      | 4           | 0          |
| G. Wylde       | 7          | 0          | 1           | 0          | -        | -      | -           | -          | 2             | 0             | 0             | 0             | 9        | 0      | 1           | 0          |